# 영암군·강진군
영암군·강진군은 대한민국의 옛 국회의원 선거구이다. 당시 전라남도 영암군, 강진군 지역을 관할했다.

## 역사
제6대 국회의원 선거를 앞두고 영암군 선거구와 강진군 선거구가 통합되면서 신설되었다.
제9대 국회의원 선거를 앞두고 장흥군 선거구와 완도군 선거구와 통합되면서 장흥군·강진군·영암군·완도군 선거구를 이루게 되면서 폐지되었다.

## 역대 국회의원
| 선거   | 정당 | 정당       | 의원   |
| ------ | ---- | ---------- | ------ |
| 1963년 |      | 자유민주당 | 김준연 |
| 1967년 |      | 민주공화당 | 윤재명 |
| 1971년 |      | 민주공화당 | 윤재명 |

## 역대 선거 결과

### 대한민국 제6대 국회의원 선거
|  | 39.76% |

|  | 33.70% |

|  | 26.53% |

### 대한민국 제7대 국회의원 선거
|  | 53.09% |

|  | 30.28% |

|  | 9.70% |

|  | 6.91% |

### 대한민국 제8대 국회의원 선거
|  | 59.88% |

|  | 39.79% |

|  | 0.31% |